# Aristomenes (Bildhauer)
Aristomenes (altgriechisch Ἀριστομένης), Sohn des Agias, war ein griechischer Bildhauer, der in der Mitte des 2. Jahrhunderts v. Chr. tätig war.
Aristomenes war Teil einer Künstlerfamilie aus Messene, neben seiner sind sowohl die Bildhauertätigkeit seines Sohnes Agias als auch seines Enkels Pyrilampos inschriftlich bezeugt. Seine Signatur findet sich auf zwei Fragmenten von Statuenbasen, die in Olympia gefunden wurden. Auf der einen Basis wurde die Inschrift teilweise getilgt, auf der anderen ist zu lesen, dass es sich um eine Statue im Auftrag Tegeas handelte, die zu Ehren ihres Proxenos Damaristos errichtet wurde.